# Бомс
Бомс (нем. Boms) — община в Германии, в земле Баден-Вюртемберг. 
Подчиняется административному округу Тюбинген. Входит в состав района Равенсбург. Подчиняется управлению Альтсхаузен.  Население составляет 619 человек (на 31 декабря 2010 года). Занимает площадь 9,55 км².